# Lee Morgan
Edward Lee Morgan (ur. 10 lipca 1938 w Filadelfii, Pensylwania, zm. 19 lutego 1972 w Nowym Jorku) – amerykański trębacz jazzowy i przedstawiciel hard bopu.
Rozpoczął naukę gry na trąbce w wieku 13-14 lat, kiedy dostał na urodziny swoją pierwszą trąbkę – od siostry Ernestine (starszej o 10 lat) i od matki. Mając 18 lat dołączył do zespołu Dizzy’ego Gillespiego, z którym występował przez dwa lata.
W 1956 związał się z wytwórnią Blue Note, pod której szyldem nagrał 25 płyt.
Największy wpływ na jego grę wywarł Clifford Brown, u którego pobierał lekcje przed jego przedwczesną śmiercią. 
Do zespołu Art Blakey's Jazz Messengers dołączył w 1958 – tam też ujawnił swój talent solisty i kompozytora. Występował z Blakeyem przez kilka lat. Problemy z narkotykami spowodowały wyrzucenie z zespołu i zawodową bezczynność trwającą dwa lata. W tym czasie Morgan wrócił do rodziny w Filadelfii. 
Lee Morgan został zastrzelony przez swoją towarzyszkę życia, Helen More, w popularnym nowojorskim klubie jazzowym Slug. More była sądzona za zabójstwo w afekcie.

## Dyskografia

### Lata 50

#### 1956
- Lee Morgan Indeed! (Blue Note BLP 1538)
- The Complete Blue Note Lee Morgan Fifties Sessions (Mosaic MR6-162)
- Introducing Lee Morgan (Savoy MG 12091)
- Lee Morgan/Hank Mobley - A-1 (Savoy SJL 1104)
- Hank Mobley with Donald Byrd and Lee Morgan (Blue Note BLP 1540)
- Lee Morgan, Vol. 2 (Blue Note BLP 1541)

#### 1957
- Lee Morgan, Vol. 3 (Blue Note BLP 1557)
- Lee Morgan - The Cooker (Blue Note BLP 1578)
- Lee Morgan - Candy (Blue Note BLP 1590)

#### 1958
- V.A. - Monday Night at Birdland (Roulette SR 52015)
- V.A. - Another Monday Night at Birdland (Roulette SR 52022)

#### 1960
- Alternate Takes of Here's Lee Morgan (Vee-Jay (J) FHCY 1002)
- Here's Lee Morgan (Vee-Jay LP 3007)
- V.A. - The Young Lions (Vee-Jay LP 3013)
- Lee Morgan - Lee-Way (Blue Note BLP 4034)
- Lee Morgan - More Birdland Sessions (Fresh Sound (Sp) FSCD 1029)
- John Coltrane/Lee Morgan - The Best of Birdland, Vol. 1 (Roulette SR 52094)
- The Complete Vee-Jay Lee Morgan and Wayne Shorter Sessions (Mosaic MD6-202)
- Lee Morgan - Expoobident (Vee-Jay LP 3015)

### Lata 60

#### 1961
- A Day with Art Blakey 1961 (Baybridge (J) 30CP 23/24)

#### 1962
- Lee Morgan - Take Twelve (Fantasy OJCCD 310-2)
- Oscar Peterson Trio - Lee Morgan - Jimmy Heath (Ozone 11)

#### 1963
- Lee Morgan - The Sidewinder (Blue Note BLP 4157)

#### 1964
- Lee Morgan - Search for the New Land (Blue Note BLP 4169)
- Lee Morgan - Tom Cat (Blue Note LT 1058)

#### 1965
- Lee Morgan - The Rumproller (Blue Note BLP 4199)
- Lee Morgan - The Gigolo (Blue Note BST 84212)
- Lee Morgan - Cornbread (Blue Note BLP 4222)
- Lee Morgan - Infinity (Blue Note LT 1091)

#### 1966
- Lee Morgan - Delightfulee Morgan (Blue Note BLP 4243)
- Lee Morgan - Charisma (Blue Note BST 84312)
- Lee Morgan - The Rajah (Blue Note BST 84426)

#### 1967
- Lee Morgan - Standards (Blue Note CDP 7243 8 23213-2)
- Lee Morgan - Sonic Boom (Blue Note LT 987)
- Lee Morgan - The Procrastinator (Blue Note BN-LA 582-J2)
- Lee Morgan - The Sixth Sense (Blue Note BST 84335)
- Lee Morgan - The Sixth Sense (Blue Note CDP 7243 5 22467-2)

#### 1968
- Lee Morgan - Taru (Blue Note LT 1031)
- Lee Morgan - Caramba! (Blue Note CDP 7243 8 53358-2)
- Lee Morgan - Clifford Jordan Quintet Live in Baltimore 1968 (Fresh Sound (Sp) FSCD 1037)

#### 1969
- V.A. - Blue Movies: Scoring for the Studios (Blue Note CDP 7243 8 57748-2)
- V.A. - The Lost Grooves (Blue Note B1 31883)

#### 1970
- Lee Morgan Live at the Lighthouse (Blue Note BST 89906)
- Lee Morgan - Speedball (Mercury BT 5013)
- Lee Morgan - One of a Kind (Trip TLP 5029)
- Lee Morgan - Speedball (Trip TLP 5020)
- Lee Morgan - All That Jazz (DJM DJLM 8007)

### Lata 70

#### 1971
- Lee Morgan (Blue Note BST 84901)

#### 1972
- Lee Morgan - We Remember You (Fresh Sound (Sp) FSCD 1024)